# 松田暢子
松田 暢子（まつだ のぶこ、1926年〈大正15年〉3月15日 - 2008年〈平成20年〉6月23日）は、日本の脚本家。
本名は丸尾暢子。大阪府出身。日本女子大学専門部中退。

## 主な作品

### テレビドラマ
タイトル太字は、全話担当と思われるもの
- 青春レポート 第8回「プレゼント」（1959年9月29日、日本テレビ）
- 根っこ物語（1961年、フジ「富士ホーム劇場」）
- ぼくのお父ちゃん（1961年、フジ「富士ホーム劇場」）
- 泣くなマックス（1962年、TBS）
- アッちゃん（1965年、日本テレビ、原作：岡部冬彦）
- コメットさん 第1期 九重佑三子版（1967年、TBS）
- クレオくん（1968年、フジ）
- おじゃまさま（1968年、日本テレビ「日産スター劇場」）
- いずれ花嫁（1968年、朝日放送「金曜8時枠」）
- ふうふう夫婦（1969年、TBS）
- くやし涙（1970年、NHK「銀河ドラマ」、原作：山口瞳）
- 男一番!タメゴロー（1970年、NET）
- 時間ですよ シリーズ（1970年開始、TBS）
- おんぶにだっこ（1970年、フジ「水曜ドラマシリーズ」）
- 去年の花（1971年、「CBC制作昼の連続ドラマ」）
- どくとる親子奮闘記（1971年、フジ「水曜ドラマシリーズ」）
- その時がきた（1972年、「東海テレビ制作昼の帯ドラマ」、原作：佐藤愛子）
- 花よりだんご（1972年、毎日放送「金曜9時枠」）
- 一姫二太郎（1972年、フジ「土曜劇場」）
- 顔で笑って（1973年、TBS）
- てんつくてん（1973年、日本テレビ）
- マリコ（1974年、NHK東京「少年ドラマシリーズ」、原作：高谷玲子）
- めしはまだか!（1974年、NET「土曜8時枠」）
- となりのとなり（1974年、日本テレビ）
- 太郎（1975年、NHK東京「少年ドラマシリーズ」、原作：曾野綾子）
- おはようさん（1975年、NHK大阪「連続テレビ小説」、原作：田辺聖子）
- 花くれない（1976年、NHK大阪）
- 鯛めしの唄（1976年、フジ）
- ムー（1977年、TBS）
- 海のオルゴール（1977年、東京12チャンネル「愛のドラマシリーズ」）
- 現代夫婦考（1981年、NHK「銀河テレビ小説」）
- なにわの源蔵事件帳（1981年、NHK大阪、原作：有明夏夫）
- 新・なにわの源蔵事件帳（1983、NHK大阪、原作：有明夏夫）
- くたばれかあちゃん!（1983、関西テレビ「阪急ドラマシリーズ」、原作：山中恒）

### ラジオドラマ
- 健康な日を3日（1964年1月14日、ニッポン放送「ラジオ劇場」）